# 사화
사화(士禍)는 선비들이 정치적 반대파에게 화를 입는 일을 가리키며, 한국사에서는 특히 조선 중기에 사림 세력이 화를 당한 연산군 때부터 명종 즉위년까지 발생한 5차례의 옥사를 말한다. 이들 사화는 1498년(연산군 4년)의 무오사화, 1504년(연산군 10년)의 갑자사화, 1519년(중종 14년)의 기묘사화, 1545년(명종 즉위년)의 을사사화(4화비숙청사건)로 이루어져 있는데, 이를 ‘4대 사화’라고 부른다.
성종 때부터 중앙 정계에 진출하기 시작한 사림 세력은 훈구 세력의 비리를 규탄하면서 점차 정치적 영향력이 커져갔다. 그러던 중 연산군이 즉위하면서 훈구 세력의 불만이 폭발하였고, 양 세력간의 갈등으로 사화가 발생하게 된다. 사화는 사림 세력의 역사적 성장이라는 추세에서 발생한 사건으로, 이를 통해서 사림들은 많은 피해를 입기는 하였으나 지방의 서원이 향약을 기반으로 지지기반을 확산하는 등 성장을 계속하여 선조 이르면서 중앙 정계의 정치적 주도권을 장악하게 되며, 이후 사림 정치를 주도하였다.

## 배경
성종 때에는 훈구 대신과 사림이 정치적 입장은 달랐어도 서로간의 직접적인 충돌은 없었다. 오히려 두 세력은 서로 협력하여 《경국대전》을 비롯하여 《동국통감》, 《동국여지승람》 등 기념비적인 편찬사업을 마무리하였다. 여기에는 훈신 중에도 서거정·노사신·최항·양성지 같은 이들은 원성을 듣던 인물이 아니었고, 또 양파의 균형과 조화를 추구한 성종의 뛰어난 정치적 역량과도 관계가 깊었다.
세조 때 현직자와 퇴직자에게 아울러 주던 과전법을 폐지하고 현직자에게만 주는 직전법으로 개편한 것은 조선시대의 토지제도가 가지는 한계 때문이었다. 그러나 그것조차 실시할 수 없어서 직전법도 폐지되고, 이제는 새로이 관리가 되더라도 국가로부터 아무런 땅도 받을 수가 없게 되었다. 그가 가질 수 있는 것은 조상으로부터 물려받은 것뿐이었다. 신진관료는 여기에 불만을 가지지 않을 수 없게 되었고, 불건전한 토지 제도를 개혁하자는 주장이 그들 사이에 점차로 일어나게 되었다. 이 토지 문제를 에워싼 신·구의 대립이 귀족간의 분열과 파쟁을 일으킨 또 하나의 원인이었다. 토지 문제를 에워싼 신·구파의 대립은 다른 면에서 볼 때에는 훈구파와 사림파의 대립이었다.
비록 음성적인 대립이었다고 하더라도 명군(名君) 성종이 있는 동안은 그것이 노골화하지는 않았으나 폭군 연산군이 즉위하면서 드디어 폭발하게 되었다.

## 4대 사화
| 사화     | 발생 연도 | 발생 원인                             | 가해자                   | 피해자 |
| -------- | --------- | ------------------------------------- | ------------------------ | --- |
| 무오사화 | 1498년    | 김종직의 〈조의제문〉 사건            | 유자광, 연산군           | 김종직, 김일손, 김굉필, 권경우, 권경유, 이목, 허반, 임희재(임사홍 아들), 표연말, 정여창 [홍귀달]                                                             |
| 갑자사화 | 1504년    | 폐비 윤씨 사건, 연산군 왕권 강화 계획 | 연산군, 임사홍           | 윤필상, 이극균, 김굉필 이세좌, 한명회, 귀인 정씨, 엄귀인, 인수대비, 정찬손, 심회, 정안지, 한치형, 이극균, 성준, 조지서, 정성근, 정인인, 이승건, 홍한, 김천령 |
| 기묘사화 | 1519년    | 조광조의 개혁 정치 반발               | 남곤, 심정, 홍경주, 중종 | 조광조와 그의 추종자들 |
| 을사사화 | 1545년    | 소윤과 대윤의 권력 싸움               | 소윤                     | 윤임, 유관, 유인숙, 계림군, 봉성군, 이덕응, 정희, 정욱, 나식                                                                                                 |

## 종류

### 사화
- 무오사화 : 1498년
- 갑자사화 : 1504년
- 기묘사화 : 1519년
- 을사사화 : 1545년
- 정미사화 : 1547년
- 신임사화 : 1722년

### 옥사
- 신사무옥 : 1521년
- 기유옥사 : 1549년
- 기축옥사 : 1589년
- 계축옥사 : 1613년
- 을해옥사 : 1755년

### 환국
- 경신환국 : 1680년
- 기사환국 : 1689년
- 갑술환국 : 1694년
- 신축환국 : 1721년
- 을사환국 : 1725년
- 정미환국 : 1727년

### 박해
- 신해사옥 : 1791년
- 신유사옥 : 1801년
- 기해사옥 : 1839년
- 병오사옥 : 1846년
- 경신사옥 : 1860년
- 병인사옥 : 1866년

## 같이 보기
- 환국

## 참고 문헌
- 이 문서에는 다음커뮤니케이션(현 카카오)에서 GFDL 또는 CC-SA 라이선스로 배포한 글로벌 세계대백과사전의 〈〈양반관료의 대립과 분열〉〉 항목을 기초로 작성된 글이 포함되어 있습니다.